# Сиза
Солана Имани Роу, по-известна просто като Сиза (на английски: SZA), е американска певица и автор на песни.
Има номинации за 14 награди Грами, една награда Билборд, както и номинация за „Оскар“ за най-добра песен за песента All the Stars от саундтрака на Черната пантера заедно с Кендрик Ламар на церемонията през 2019 година.

## Детство
Родена е на 8 ноември 1989 г. в Сейнт Луис. Баща ѝ е изпълнителен продуцент в Си Ен Ен, а майка ѝ заема ръководна позиция в „Ей Ти енд Ти“. Майка ѝ е християнка, а баща ѝ – мюсюлманин, и самата тя е възпитана в мюсюлманската вяра.
След атентатите от 11 септември Сиза е подложена на тормоз в училище и принудена да не носи хиджаба си. След завършването на гимназията тя се записва последователно в три различни ВУЗ-а, като най-дълго се задържа в Университета в Делауеър със специалност „Морска биология“.
За името си се повлиява от рапъра Риза от У-Танг Клан.

## Кариера
През септември 2020 г. издава сингъла Hit Different, в който участие взема Тай Дола Сайн.
На 10 април 2021 г. излиза песента Kiss Me More, в който тя пее заедно с Дожа Кет. Песента е оценена подобаващо от критиката и попада в много годишни класации за най-добра песен.

## Дискография
- Z (2014)
- Ctrl (2017)
- Ctrl (Deluxe) (2022)
- SOS (2022)